# Raion de Xakhtarsk
El raion de Xakhtarsk (en ucraïnès Шахтарський район) o bé raion de Xakhtiorsk (en rus Шахтёрский район) és un antic raion de l'óblast de Donetsk d'Ucraïna i de l'autoproclamada República Popular de Donetsk.
Comprèn una superfície de 1194 km². La capital és la ciutat de Xakhtarsk. Segons una estimació 2010 tenia una població total de 23570 habitants. El seu codi KOATUU és 1425200000. El codi postal 86200 i el prefix telefònic +380 6255.